# Jesús Ferreira
Pour les articles homonymes, voir Ferreira.
Jesús Ferreira, né le 24 décembre 2000 à Santa Marta en Colombie, est un joueur international américain de soccer d'origine colombienne. Il évolue au poste de milieu offensif ou d'avant-centre aux Sounders de Seattle.

## Biographie

### Carrière en club

#### Formation et débuts professionnels au FC Dallas (depuis 2017)
Natif de Santa Marta en Colombie, Jesús Ferreira passe par l'académie du FC Dallas, où il est formé. Il signe son premier contrat le 17 novembre 2016 alors qu'il n'a pas encore seize ans.
Il joue son premier match en professionnel le 4 juin 2017 lors d'une rencontre de Major League Soccer face au Real Salt Lake. Le jeune Ferreira âgé de seulement seize ans entre en jeu et participe à la large victoire de son équipe en inscrivant également son premier but en professionnel (6-2).
Lors de la saison 2019 Ferreira se distingue en inscrivant huit buts et délivrant six passes décisives en trente-quatre rencontre de MLS.
Le 20 septembre 2022, il est classé premier au palmarès 2022 des 22 joueurs de moins de 22 ans en MLS.
Il figure dans l'équipe du Match des étoiles de la Major League Soccer en 2023.
Le 8 janvier 2025, Jesús Ferreira quitte le FC Dallas et rejoint les Sounders de Seattle dans le cadre d'un échange avec Léo Chú.

### Carrière internationale (depuis 2020)
Jesús Ferreira choisit de représenter les États-Unis,.
Jesús Ferreira participe à son premier camp d'entraînement de la IMG Soccer Academy du 6 au 25 janvier 2020 où il est appelé avec la sélection nationale afin de préparer le match amical face au Costa Rica. Le 1er février 2020, il honore sa première sélection contre le Costa Rica en match amical. Lors de ce match, il commence la rencontre comme titulaire, et sort du terrain à la 62e minute de jeu, en étant remplacé par Gyasi Zardes. Le match se solde par une victoire de 1-0 des Américains,,.
Le 1er mars 2021, il est retenu dans la pré-liste de trente-et-un joueurs pour le tournoi pré-olympique masculin de la CONCACAF 2020 avec les moins de 23 ans. Il est retenu dans la liste finale de vingt joueurs le 11 mars.
Le 9 novembre 2022, il est sélectionné par Gregg Berhalter pour participer à la Coupe du monde 2022.
Lors de la Gold Cup 2023, il termine meilleur buteur de la compétition avec 7 buts marqués.

## Statistiques

### Statistiques détaillées
| Saison                | Club                    | Championnat           | Championnat | Championnat | Championnat | Coupe(s) nationale(s) | Coupe(s) nationale(s) | Coupe(s) nationale(s) | Compétition(s) continentale(s) | Compétition(s) continentale(s) | Compétition(s) continentale(s) | Compétition(s) continentale(s) | Séries | Séries | Séries | États-Unis | États-Unis | États-Unis | Total | Total | Total |
| Saison                | Club                    | Division              | M.          | B.          | P.d.        | M.                    | B.                    | P.d.                  | Comp.                          | M.                             | B.                             | P.d.                           | M.     | B.     | P.d.   | M.         | B.         | P.d.       | M.    | B.    | P.d.  |
| 2017                  | FC Dallas               | MLS                   | 1           | 1           | 0           | 0                     | 0                     | 0                     | LCC                            | -                              | -                              | -                              | -      | -      | -      | -          | -          | -          | 1     | 1     | 0     |
| 2018                  | FC Dallas               | MLS                   | 1           | 0           | 0           | 0                     | 0                     | 0                     | LCC                            | -                              | -                              | -                              | -      | -      | -      | -          | -          | -          | 1     | 0     | 0     |
| 2019                  | FC Dallas               | MLS                   | 33          | 8           | 6           | 2                     | 0                     | 1                     | -                              | -                              | -                              | -                              | 1      | 0      | 0      | -          | -          | -          | 36    | 8     | 7     |
| 2020                  | FC Dallas               | MLS                   | 19          | 1           | 1           | -                     | -                     | -                     | -                              | -                              | -                              | -                              | -      | -      | -      | 1          | 0          | 0          | 20    | 1     | 1     |
| 2021                  | FC Dallas               | MLS                   | 27          | 8           | 8           | -                     | -                     | -                     | -                              | -                              | -                              | -                              | 2      | 0      | 0      | 4          | 2          | 3          | 33    | 10    | 11    |
| 2022                  | FC Dallas               | MLS                   | 33          | 18          | 6           | 3                     | 0                     | 0                     | -                              | -                              | -                              | -                              | 2      | 0      | 0      | 12         | 5          | 1          | 50    | 23    | 7     |
| 2023                  | FC Dallas               | MLS                   | 18          | 10          | 0           | 1                     | 0                     | 0                     | -                              | -                              | -                              | -                              | -      | -      | -      | 6          | 8          | 0          | 25    | 18    | 0     |
| Sous-total            | Sous-total              | Sous-total            | 132         | 46          | 21          | 6                     | 0                     | 1                     | -                              | 0                              | 0                              | 0                              | 5      | 0      | 0      | 23         | 15         | 4          | 166   | 61    | 26    |
| 2018                  | Tulsa Roughnecks (prêt) | USL                   | 14          | 6           | 2           | 0                     | 0                     | 0                     | -                              | -                              | -                              | -                              | -      | -      | -      | -          | -          | -          | 14    | 6     | 2     |
| Total sur la carrière | Total sur la carrière   | Total sur la carrière | 146         | 52          | 23          | 6                     | 0                     | 1                     | -                              | 0                              | 0                              | 0                              | 5      | 0      | 0      | 23         | 15         | 4          | 180   | 67    | 28    |

## Vie privée
Jesús Ferreira est le fils de David Ferreira, ancien footballeur international colombien ayant lui aussi joué pour le FC Dallas.